# Anschaffung
Anschaffung ist im Steuerrecht ein entgeltliches Rechtsgeschäft, bei dem ein Wirtschaftsgut von einem anderen Rechtssubjekt erworben wird. Pendant ist die Veräußerung.

## Allgemeines
Ein unentgeltlicher Erwerb stellt im Regelfall keine Anschaffung dar, so dass die Schenkung nicht als Anschaffung gilt. Liegt kein Rechtsgeschäft vor, sondern wie bei der Erbschaft der Erwerb kraft Gesetzes, handelt es sich wirtschaftlich ebenfalls um keine Anschaffung. Steuerrechtliche Ausnahme ist hierbei jedoch der Anschaffungszeitpunkt als Zeitpunkt des Erwerbs durch den Erblasser.

## Rechtsfragen

### Allgemeines
Eine Anschaffung ist kaufrechtlich vollzogen, wenn Erfüllung des Kaufvertrags gemäß § 433 BGB eingetreten ist; dies ist bei Kaufpreiszahlung und Übereignung der Fall.

### Steuerrecht
Das Einkommensteuergesetz (EStG) verwendet den Rechtsbegriff sehr häufig, bietet jedoch keine Legaldefinition an. Angeschaffte abnutzbare Wirtschaftsgüter sind gemäß § 6 Abs. 1 Nr. 1 EStG und andere Wirtschaftsgüter gemäß § 6 Abs. 1 Nr. 2 EStG grundsätzlich mit ihren Anschaffungskosten anzusetzen. Beim entgeltlichen Erwerb eines Betriebs sind die angeschafften Wirtschaftsgüter gemäß § 6 Abs. 1 Nr. 7 EStG grundsätzlich mit dem Teilwert anzusetzen, wenn dieser niedriger ist als die Anschaffungs- oder Herstellungskosten. Der steuerrechtliche Begriff der Anschaffungskosten ist identisch mit dem handelsrechtlichen Begriff der Anschaffungskosten (H 6.2 „Anschaffungskosten“ EStH). Anschaffung und Veräußerung durch dasselbe Rechtssubjekt spielen u. a. beim Veräußerungsgeschäft des § 23 Abs. 1 EStG eine Rolle, wenn Wirtschaftsgüter des Privatvermögens innerhalb bestimmter Fristen angeschafft und wieder veräußert werden. Für Grundstücke und grundstücksgleiche Rechte beträgt die Veräußerungsfrist 10 Jahre (§ 23 Abs. 1 Nr. 1 EStG), für sonstige Wirtschaftsgüter (insbesondere Wertpapiere wie Aktien) beträgt die Frist 1 Jahr („Spekulationsfrist“; § 23 Abs. 1 Nr. 2 EStG). Wird innerhalb dieser Fristen angeschafft und zugleich veräußert, ist ein etwaiger Gewinn hieraus steuerpflichtig. Bei unentgeltlichem Erwerb ist dem Einzelrechtsnachfolger die Anschaffung oder die Überführung des Wirtschaftsguts in das Privatvermögen durch den Rechtsvorgänger zuzurechnen (§ 23 Abs. 1 Satz 6 EStG). Hat bei der Erbschaft der Erbe das geerbte Wirtschaftsgut innerhalb der Frist veräußert, so sind ihm im Rahmen der Einkünfteermittlung die Anschaffungskosten des Erblassers anzurechnen (§ 23 Abs. 1 Satz 3 EStG).

### Bank- und Börsenwesen
Bankgeschäfte erfordern oft eine Anschaffung von Finanzinstrumenten durch Kreditinstitute, so etwa beim Finanzkommissionsgeschäft (§ 1 Abs. 1 Nr. 4 KWG) oder bei Finanzdienstleistungen wie der Abschlussvermittlung (§ 1 Abs. 1a Nr. 2 KWG). Zur Teilnahme am Börsenhandel darf nach § 19 Abs. 2 BörsG nur zugelassen werden, wer gewerbsmäßig bei börsenmäßig handelbaren Gegenständen die Anschaffung und Veräußerung für eigene Rechnung betreibt oder die Anschaffung und Veräußerung im eigenen Namen für fremde Rechnung betreibt oder die Vermittlung von Verträgen über die Anschaffung und Veräußerung übernimmt.

### Handels- und Bilanzrecht
Das Handelsrecht versteht unter der Anschaffung den Erwerb eines Vermögensgegenstands. Der Erwerb eines Vermögensgegenstands ist dessen Überführung aus einer fremden Verfügungsgewalt in die eigene Verfügungsgewalt. Dabei zählt bereits der Übergang des wirtschaftlichen Eigentums (§ 246 Abs. 1 Satz 2 Halbsatz 2 HGB). Der Aufwand, den der Erwerber hierfür erbringen muss, wird entsprechend Anschaffungskosten genannt (§ 255 Abs. 1 HGB). Zweck der Bewertung eines Vermögensgegenstands zu Anschaffungskosten ist einerseits, die Anschaffung als einen erfolgsneutralen Vorgang abzubilden, denn die Anschaffungskosten entsprechen als Gegenleistung dem Wert des gelieferten Vermögensgegenstands. Andererseits stellen die Anschaffungskosten die Wertobergrenze bei der Bilanzierung dar.
Im Handels- und Bilanzrecht ist das Pendant zur Anschaffung die Herstellung. Die Anschaffung ist der Zugang eines bereits bestehenden Vermögensgegenstands von einem Dritten (Kriterium des Fremdbezugs), so dass die Herstellung entsprechend die Fertigung eines noch nicht bestehenden oder halbfertigen Vermögensgegenstands durch Eigenfertigung bedeutet. Außerdem setzt die Anschaffung die Betriebsbereitschaft des Gegenstands voraus.
Handelsmakler ist nach § 93 Abs. 1 HGB, wer die Vermittlung von Verträgen über Anschaffung oder Veräußerung von Waren oder Wertpapieren, über Versicherungen, Güterbeförderungen, Schiffsmiete oder sonstige Gegenstände des Handelsverkehrs übernimmt.

## Anschaffung und Erwerb
Pendant zur Anschaffung im Zivilrecht ist der Erwerb, der – anders als die Anschaffung – nicht nur durch Rechtsgeschäft, sondern auch kraft Gesetzes, im Wege der Zwangsvollstreckung und auch ohne Gegenleistung stattfinden kann. Deshalb ist die Erbschaft zivilrechtlich ebenso ein Erwerb wie die Schenkung.